# PZ Myers
Pour les articles homonymes, voir Paul Myers et Myers.
 (juillet 2015).
Le contenu est difficilement compréhensible vu les erreurs de traduction, qui sont peut-être dues à l'utilisation d'un logiciel de traduction automatique.
Paul Zachary « PZ » Myers, né le 9 mars 1957 à Kent dans l'État de Washington, est un professeur américain de biologie à l'université du Minnesota à Morris (UMM) et l'auteur du blog scientifique Pharyngula. Il est actuellement professeur associé de biologie à l'UMM . Il travaille sur les poissons zèbres dans le domaine de la génétique évolutive du développement, et cultive un certain intérêt pour les céphalopodes. Il est un critique virulent contre l'idée d'Intelligent Design (ID) et du mouvement créationniste.

## Biographie
Myers naît le 9 mars 1957, cadet d'une famille de six enfants vivant à Kent dans l'État de Washington. Il est prénommé « Paul Zachary », d'après son grand-père, mais préfère les initiales PZ. Il considère avoir été un « geek » scientifique dès le plus jeune âge, avec un grand intérêt pour la zoologie et la biologie marine en étudiant l'intérieur des poissons lors de sortie à la pêche avec son père.
Il est élevé dans une famille luthérienne, mais avant sa confirmation, il commence à changer d'avis : « Je commençais à penser, vous savez, je ne crois pas un mot de tout cela. »Athée, Myers commente largement sur son blog les sujets de science, éducation, athéisme et religion.

## Éducation et militantisme
En 1975, Myers entre à l'Université DePauw dans l'Indiana avec une bourse d'études. Cependant, il doit retourner chez lui lorsque son père souffre d'un infarctus du myocarde. Il part ensuite à l'université de Washington en 1979 et obtient son baccalauréat en sciences en zoologie. Myers s'éloigne de ce domaine pour se tourner vers la génétique évolutive du développement et obtient son Ph.D. en biologie à l'université d'Oregon.
S'auto-définissant comme libéral sans Dieu et athée déclaré, il est sceptique envers toute forme de religion, superstition, spiritualité et pseudo-science. Il déclare n'avoir que mépris pour l'ID (Intelligent Design), considérant qu'elle est fondamentalement malhonnête.
L'astéroïde (153298) Paulmyers est nommé en son honneur.
En 2009, Myers est nommé par l'Association des humanistes américains « Humaniste de l'année ».